# Simon Mackay
Pour les articles homonymes, voir MacKay.
Simon Brooke Mackay, baron Tanlaw (né le 30 mars 1934) est un ancien membre de la Chambre des lords.

## Carrière
Tanlaw est le quatrième fils de Kenneth Mackay (2e comte d'Inchcape). Sa mère, la seconde épouse du 2e comte, est Leonora Margaret Brooke, fille de Charles Vyner Brooke, le dernier Rajah blanc du Sarawak, et de sa femme Ranee Sylvia.
Simon Mackay sert comme sous-lieutenant avec le 12e Royal Lancers en Malaisie entre 1952 et 1954. Il épouse Joanna Susan Hirsch en 1959 et ils ont deux fils, James Brooke et Joshua Alexander, et deux filles, Iona Heloise et Rebecca Alexandra. Mackay et Hirsch divorcent et il se remarie à la Malaisienne Rina Siew Yong, en 1974. Ils ont un fils, Brooke Brooke, et une fille, Asia Brooke, mariée à Andrew Trotter, fondateur et PDG de Global Lingo, une société de traduction multinationale. Tanlaw a huit petits-enfants.
Tanlaw s'intéresse particulièrement à l'Extrême-Orient, notamment à la Malaisie. Il est administrateur de l'entreprise familiale Inchcape plc, avec de nombreux intérêts commerciaux dans la région de 1967 au milieu des années 1990, date à laquelle l'implication de la famille Mackay dans l'entreprise cesse. L'entreprise est ensuite restructurée en une seule entreprise automobile. Tanlaw possède actuellement Fandstan Electric Group Ltd, une société ferroviaire et d'ingénierie.
Dans la Sunday Times Rich List 2012, Tanlaw et sa famille sont classés au 63e rang en Écosse, avec une fortune estimée à 85 millions de Livre sterling .
Lord Tanlaw est le chancelier de l'Université de Buckingham. Il est nommé en avril 2010, succédant à Martin Jacomb et démissionne en 2013, remplacé par Lady Keswick. Tanlaw est à la fois président et trésorier de l'Association Sarawak et est membre de l'Oriental Club de Londres et du White's de Londres. Il est membre du comité exécutif du Centre Grande-Bretagne-Chine entre 1981 et 1988.

## Vie politique
Simon Mackay est candidat libéral malheureux à Galloway en 1959 et, à la fin des années 1960, il est co-trésorier du Parti libéral écossais. Il est créé pair à vie le 21 mai 1971 sous le nom de baron Tanlaw, de Tanlawhill dans le comté de Dumfries.
Lord Tanlaw siège à la Chambre des lords comme conservateur après de nombreuses années en tant que crossbencher. Il fréquente l'hémicycle et vote régulièrement, et s'intéresse particulièrement aux débats concernant les économies d'énergie, le réchauffement climatique et l'environnement. Il prend sa retraite de la Chambre le 3 novembre 2017.
Horloger amateur, Lord Tanlaw est Fellow de la Royal Astronomical Society et du British Horological Institute. En 2005, il présente le projet de loi sur les soirées plus éclairées, qui déplacerait le Fuseau horaire du Royaume-Uni d'une heure, à UTC +1 en hiver et UTC+2 en été, pour une période d'essai de trois ans. Lord Tanlaw prétend que cela réduirait les accidents en hiver car les soirées seraient plus éclairées, et a le soutien de la Royal Society for the Prevention of Accidents. Les opposants craignent que cela n'ait un effet néfaste sur les personnes vivant en Écosse et dans le nord de l'Angleterre, où les matinées seraient beaucoup plus sombres. Une expérience similaire, connue sous le nom de Heure d'été du Royaume-Uni, a été expérimentée entre 1968 et 1971 avant d'être abandonnée. Le projet de loi est passé en deuxième lecture à la Chambre des Lords le 24 mars 2006. Le gouvernement avait déjà rejeté la proposition l'année précédente,.
Lord Tanlaw persiste à plaider sa cause pour un changement de fuseau horaire. La plupart de ses dernières apparitions à la Chambre des Lords consistaient à plaider pour des soirées plus éclairées, même si le lien était ténu avec le sujet débattu à la chambre. Sa réputation devient telle que d'autres lords furent capables de prédire quand la question serait soulevée par l'apparition de lord Tanlaw à son siège habituel sur les bancs crossbencher.